# Shen Yueyue
Shen Yueyue (xinès simplificat: 沈跃跃, xinès tradicional: 沈躍躍, pinyin: Shěn Yuèyuè) (Ningbo, 1957) és una política xinesa. Presidenta de la Federació de Dones de tota la Xina i 19è Congrés Nacional del Partit Comunista de la Xina.

## Biografia
Shen Yueyue va néixer l'any 1957 a Ningbo, província de Zhejiang a la Xina.
De 1977a 1978 va treballar en una botiga d'alimentació a Zhen'an. De 1978 a 1980 va estudiar al Departament de Matemàtiques de l'Escola Normal de Ningbo on posteriorment hi va fer de professora.
El 1981 va entrar al Partit Comunista Xinès. Va estudiar a l'escola del Comitè Central del Partit (1990-1992) fins a arribar a fer un màster en gestió econòmica (1995-1998).

### Carrera política

#### A nivell local i provincial
Va iniciar la seva carrera política Ningbo, dins la Lliga de la Joventut Comunista de la Xina, inicialment a nivell local (1980-1983) després a nivell municipal (1983 - 1984) fins a ocupar els càrrecs de secretaria i vicesecretaria. Posteriorment entre 1986 i 1991 va ocupar llocs d'importància a nivell provincial (Zhejiang) com a vicesecretaria i secretaria del Comitè Provincial.
Després de la seva etapa a la Lliga de la Joventut, va iniciar la seva projecció dins el Partit. inicialment a la capital de Zhejiang, Hangzhou,on va ocupar el llocs de secretaria municipal (1993-1997) i després a la ciutat de Shaoxing.
Un cop va assolir llocs importants del Partit a escala local o provincial, Shen va passar a ocupar llocs en els Comitès Permanents a nivell provincial i com a cap del departament d'organització a Zhenjiang i vicesecretaria del PCX a la província d'Anhui.

#### A nivell nacional
El 2003 va iniciar la seva etapa política a escala nacional com a viceministre del Ministeri de Personal, càrrec que va ocupar fins al 2007. També va ser membre dels 17è i 18è comitès centrals del PCX i primera subdirectora del departament d’organització del 17è comitè central del Partit.
Shen és membre del 19è Congrés Nacional del Partit Comunista de la Xina (2017) i vicepresidenta del comitè permanent del 12è Assemblea Popular Nacional de la Xina o Congrés Popular Nacional.. El 2013 es va convertir en presidenta de la Federació de Dones de tota la Xina.

#### Conflicte amb els Estats Units
El 7 de desembre de 2020, d'acord amb l'Ordre executiva 13936, el Departament del Tresor dels Estats Units va imposar sancions a tots els 14 vicepresidents del Congrés Nacional del Poble, inclòs Shen, per "soscavar l'autonomia de Hong Kong i restringir la llibertat d'expressió o de reunió".